# Eddie Joost
 Der er for få eller ingen kildehenvisninger i denne artikel, hvilket er et problem. Du kan hjælpe ved at angive troværdige kilder til de påstande, som fremføres i artiklen.

Eddie Joost (5. juni 1916 – 12. april 2011) var en amerikansk baseballspiller og manager. I 1954 blev Joost den tredje og sidste manager i den 54-årige historie i Philadelphia Athletics. I henhold til Joost, færdig i A's sidste i American League og tabte over 100 spil. Efter denne sæson, flyttede de til Kansas City.